# Cikloheksanska konformacija
Cikloheksanska konformacija je svaki od nekoliko trodimenizionih oblika koje molekul cikloheksana može da poprimi uz održavanje integriteta hemijske veze. 
Unutrašnji uglovi ravnog pravilnog šestougla su 120°, dok su preferirani uglovi između uzastopnih veza u lancu ugljenika oko 109°, tetraedralni ugao. Stoga cikloheksanski prsten poprima određene neplanarne (izvitoperene) konformacije, koje imaju uglove bliže 109° i nižu energiju od ravnog heksagonalnog oblika. Najvažniji oblici su stolica, polustolica, kada, i uvijena kada. Molekul može lako da prelazi imeđu tih konformacija, i samo dve od njih — stolica i uvijena kada — se mogu izolovati u čistom obliku.
Cikloheksanske konformacije su ekstenzivno izučavane u organskoj hemiji jer su one klasičan primer konformacionog izomerizma i imaju primetan uticaj na fizička i hemijska svojstava cikloheksana.

## Spoljašnje veze
- Архивирано на веб-сајту  (2. септембар 2009)
- Ring